# Peter Lüscher
Peter Lüscher, född 14 oktober 1956 i Romanshorn, Schweiz, är en schweizisk tidigare alpin skidåkare, som vann den totala världscupen 1979.  Han är sedan 1984 gift  med franska före detta alpina skidåkaren Fabienne Serrat.

## Vinster i världscupen

### Titlar
| Säsong | Disciplin  |
| ------ | ---------- |
| 1979   | Totalcupen |

### Deltävlingar
| Säsong | Datum            | Plats                             | Lopp        |
| ------ | ---------------- | --------------------------------- | ----------- |
| 1979   | 10 december 1978 | Schladming, Österrike             | Kombination |
| 1979   | 28 januari 1979  | Garmisch, Västtyskland            | Slalom      |
| 1979   | 28 januari 1979  | Garmisch, Västtyskland            | Kombination |
| 1980   | 16 december 1979 | Madonna di Campiglio, Italien     | Kombination |
| 1983   | 5 februari 1983  | Sankt Anton am Arlberg, Österrike | Störtlopp   |
| 1983   | 9 februari 1983  | Garmisch, Västtyskland            | Super G     |

### Fotnoter
1. ↑  ”Moser-Proell wins women's ski title”. Ellensburg Daily Record. United Press International. 20 mars 1979. http://news.google.com/newspapers?id=e4JUAAAAIBAJ&sjid=mY8DAAAAIBAJ&pg=5671,5086843. Läst 30 januari 2011.
2. ↑  ”Peter Lüscher”. Sports Reference LLC. Arkiverad från originalet den 4 november 2012. https://web.archive.org/web/20121104180549/http://www.sports-reference.com/olympics/athletes/lu/peter-luscher-1.html. Läst 30 januari 2011.